# Febronianismo
O febronianismo foi um poderoso movimento dentro da Igreja Católica na Alemanha, na última parte do século XVIII, direcionada para a nacionalização do catolicismo, a limitação do poder do papado, em favor do episcopado, e da reunião das igrejas católicas dissidentes com a cristandade. Foi assim, nas suas principais tendências, o equivalente do que na França é conhecido como galicanismo.
O febronianismo foi estabelecido na cidade alemã de Trier por Johann Nikolaus von Hontheim (que usava o pseudônimo de Julius Febronius) no século XVIII, que pretendia diminuir a autoridade e os direitos do papa e aumentar o dos bispos, alegando que a instituição que Jesus havia feito da Igreja não era uma monarquia. 
Febrônio foi condenado como cismático da Igreja Católica. A controvérsia surgiu em sua obra Justini Febronii Juris consulti de Stata Ecclesiæ et legitimâ potestate Romani Pontificis Liber singularis ad reuniendos dissidentes in religione christianos compositus (Bullioni apud Guillelmum Evrardi, 1763), imediatamente condenada por Roma em 5 de fevereiro de 1764. Então, em um documento de 21 de maio, o Papa Clemente XIII ordenou a sua remoção para todos os bispos da Alemanha.